# لای هسیو-ون
لای هسیو-ون (انگلیسی: Lai Hsiu-wen؛ متولد ۲۱ سپتامبر ۱۹۷۶) تکواندوکار تایوانی است. وی در مسابقات قهرمانی تکواندو جهان ۱۹۹۷ در هنگ کنگ، پس از شکست در مقابل جونگ جائه-اون، در بازی نیمه‌نهایی، در کلاس سبک‌وزن (پروزن) مدال برنز گرفت. وی همچنین در مسابقات قهرمانی تکواندو جهان ۱۹۹۵ شرکت کرد.